# Kšice
Kšice (en allemand : Kscheutz) est une commune du district de Tachov, dans la région de Plzeň, en République tchèque. Sa population s'élevait à 226 habitants en 2022.

## Géographie
Kšice se trouve à 6 km au nord de Stříbro, à 26 km à l'est de Tachov, à 28 km à l'ouest-nord-ouest de Plzeň et à 108 km à l'ouest-sud-ouest de Prague.
La commune est limitée par Cebiv au nord-ouest et au nord, par Křelovice au nord-est, par Trpísty, Erpužice et Únehle à l'est, par Stříbro au sud et par Záchlumí à l'ouest.

## Histoire
La première mention écrite de la localité date de 1369.

## Administration
La commune se compose de deux sections :
- Kšice ;
- Lomnička.

## Galerie

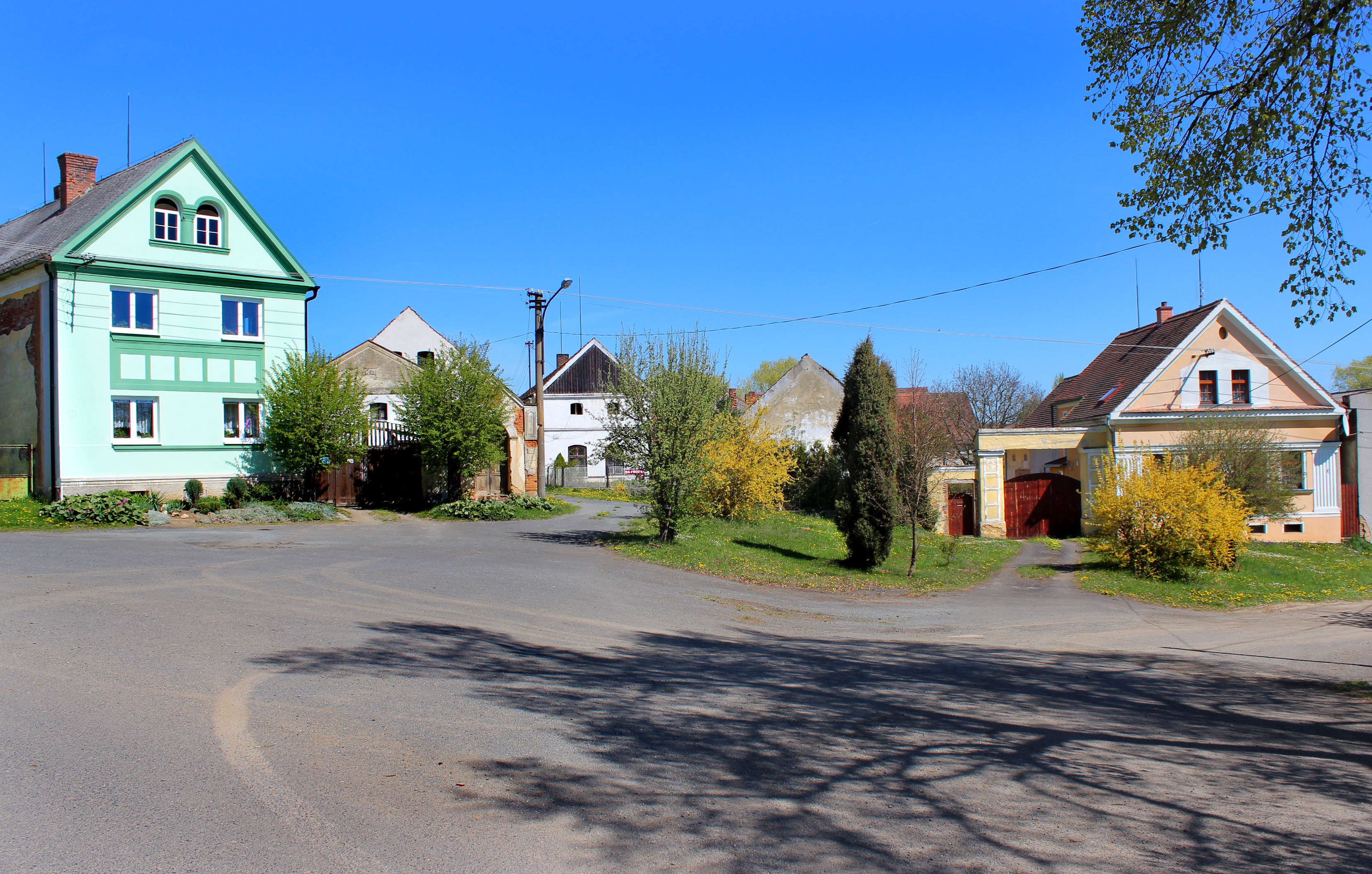
Centre de Kšice.
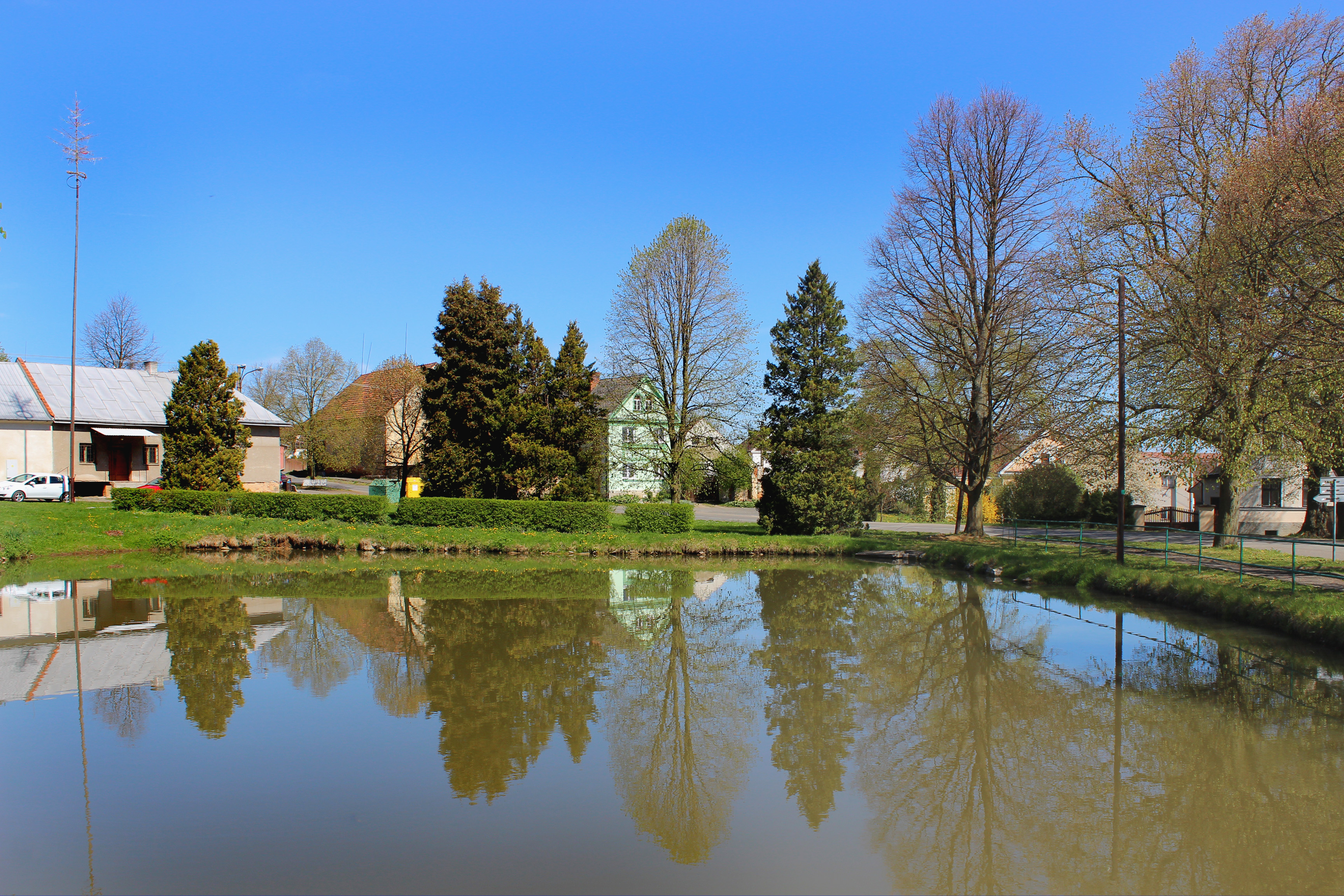
Étang à Kšice.

## Transports
Par la route, Kšice se trouve à 6 km du centre de Stříbro, à 36 km de Tachov, à 39 km du centre de Plzeň  et à 138 km de Prague. 